# Akermann Silva
Francesco Andrés Akermann Silva, kurz Akermann Silva, (* 7. März 1995) ist ein ehemaliger venezolanisch-chilenischer Fußballspieler auf der Position eines Stürmers.

## Karriere
Akermann Silva zog im Alter von sieben Jahren aus seiner Heimat Venezuela in die chilenische Hafenstadt Valparaíso. Seine Profikarriere begann 2013 bei Unión La Calera. 2015/16 wurde er an die Brujas de Salamanca aus der Tercera B verliehen. Im Februar 2017 wechselte er zu Provincial Ovalle, zu denen er 2019 nach einer Auslandsstation beim australischen Verein Casey Comets zurückkehrte.

## Sonstiges
Er bevorzugt den Namen Akermann Francesco Silva.